# Langues moklen
Les langues moklen sont un groupe de langues de la branche malayo-polynésienne des langues austronésiennes. 

## Situation géographique
Les langues moklen sont parlées par des populations connues sous le nom de « nomades de la mer », les Moken et les Moklen. Ces populations vivent le long de la côte méridionale de la Thaïlande et de la Birmanie, sur la Mer d'Andaman, dans une région qui s'étend sur 650 kilomètres, de l'île birmane de Tavoy jusqu'à celle de Phi Phi, en Thaïlande.

## Classification
Larish, se basant sur la typologie des langues, défend la classification du moklen dans un groupe malayo-polynésien qui rassemble les langues malaïques, l'acihnais et les langues chamiques.
Cette hypothèse ne convainc pas les spécialistes de ces langues. Thurgood rejette un lien direct entre le moklen et les autres langues, sans nier les ressemblances typologiques. Il s'appuie notamment, pour cela, sur le passage du proto-austronésien *q à /k/ en moklen, alors qu'en chamique et en malaïque, ce son aboutit à /h/ . 
Adelaar approuve les arguments de Thurgood, et, à la suite de Ross, les classe comme un sous-groupe à part entière du malayo-polynésien occidental.

## Liste des langues
Les langues moklen sont au nombre de deux :
- le moken
- le moklen

## Sources
- (en) Adelaar, Alexander, The Austronesian Languages of Asia and Madagascar: A Historical Perspective, The Austronesian Languages of Asia and Madagascar, pp. 1-42, Routledge Language Family Series, Londres: Routledge, 2005  (ISBN 0-7007-1286-0).
- (en) Larish, Michael D., Moken and Moklen, The Austronesian Languages of Asia and Madagascar, pp. 513-533, Routledge Language Family Series, Londres, Routledge, 2005.
- (en) Thurgood, Graham, From Ancient Cham to Modern Dialects. Two Thousand Years of Language Contact and Change, Oceanic Linguistics Special Publications no 28, Honolulu, University of Hawai'i Press, 1999  (ISBN 0-8248-2131-9).